# Дибровка (село, Полтавская область)
Дибровка (укр. Дібрівка) — село, Дибровский сельский совет, Миргородский район, Полтавская область, Украина.
Код КОАТУУ — 5323281801. Население по переписи 2001 года составляло 1045 человек.
Является административным центром Дибровского сельского совета, в который, кроме того, входят сёла Верховина, Веселое, Глубокое, Котляры, Показовое, Столбино и Шпаково.

## Географическое положение
Село Дибровка находится в 3-х км от левом берега реки Лихобабовка, в 0,5 км от села Веселое. По селу протекает пересыхающий ручей с запрудой.

## История
- 1888 — Великий князь Дмитрий Константинович Романов основал в селе Дибровка собственный конный завод.[2] [3]
- Село указано на специальной карте Западной части России Шуберта 1826—1840 годов как Дубровка.[4]
- В Центральном Государственном Историческом Архиве Украины в городе Киеве есть документы православной церкви села Шафоростовке к которой была приписана Дубровка за 1750—1794 годы,[5] своя церковь Флоро-Лаврская просуществовала 1909—1936 годы[6]

## Экономика
- Дибровский конный завод № 62.

## Объекты социальной сферы
- Школа.